# Hess Glacier
Hess Glacier är en glaciär i Antarktis. Den ligger i Västantarktis. Argentina, Chile och Storbritannien gör anspråk på området. Hess Glacier ligger 87 meter över havet.
Terrängen runt Hess Glacier är varierad. Hess Glacier ligger nere i en dal.  Trakten är obefolkad. Det finns inga samhällen i närheten.